# Lecane broaensis
Lecane broaensis är en hjuldjursart som beskrevs av Segers och Dumont 1995. Lecane broaensis ingår i släktet Lecane och familjen Lecanidae. Inga underarter finns listade i Catalogue of Life.